# Фолло (футбольный клуб)
«Фолло» — норвежский футбольный клуб из Ши, выступающий в Адекколиген. Клуб был основан в 2000 году. Высшим достижением клуба является выход в финал Кубка Норвегии в 2010 году.

## История
Клуб основан в сентябре 2000 года после слияния клубов «Ос», «Оппегорд», «Лангхус», «Ши» и «Нурбю». «Фолло» успешно выступал в Кубке Норвегии: так, он добрался до четвертьфинала Кубка Норвегии 2006 года, проиграв вышедшему в финал «Сандефьорду» со счётом 0:1 и при этом выбив действовавшего победителя — «Молде». В 2010 году «Фолло» вышел в финал, разбив «Лиллестрём» в третьем раунде 4:2 и «Русенборг» в полуфинале 3:2, причём последний тогда лидировал в Типпелиги, а «Фолло» был в зоне вылета Адекколиги — случившееся телекомментатор NRK Халлвар Торесен назвал величайшей сенсацией за всю историю Кубка Норвегии.
В финале «Фолло», однако, проиграл «Стрёмсгодсету» 0:2. Несмотря на это достижение, «Фолло» вылетел в более низкий дивизион по причине того, что не прошёл лицензирование до дедлайна — 15 сентября 2010. Перед началом сезона 2011 года «Фолло» был фаворитом в борьбе за возвращение в Адекколигу, но закончил сезон на 10-м месте, оторвавшись на 4 очка от зоны вылета.
13 июля 2012 три игрока «Фолло» и ещё один футболист были арестованы по обвинению в организации договорного матча между «Фолло» и «Аскером», закончившегося со счётом 4:3 в пользу «Аскера». Ставки на этот результат резко взлетели после того, как «Фолло» проиграл «Эстсидену» 0:3. «Фолло» в итоге вышел в Адекколигу, но вылетел в следующем сезоне.